# 马尔利勒鲁瓦
马尔利勒鲁瓦（法語：Marly-le-Roi，法語發音：[maʁli lə ʁwa] ⓘ）是法国伊夫林省的一个市镇，属于圣日耳曼昂莱区。

## 地理
马尔利勒鲁瓦（48°52'1"N, 2°5'39"E）面积6.54 平方千米，位于法国法蘭西島大區伊夫林省，该省份为法国北部内陆省份，北起瓦兹河谷省，西接厄尔省，西南接厄尔-卢瓦省，东南接埃松省，东临上塞纳省。
与马尔利勒鲁瓦接壤的市镇（或旧市镇、城区）包括：巴伊、莱唐城、卢沃谢讷、马雷伊马尔利、勒佩克、马尔利港。

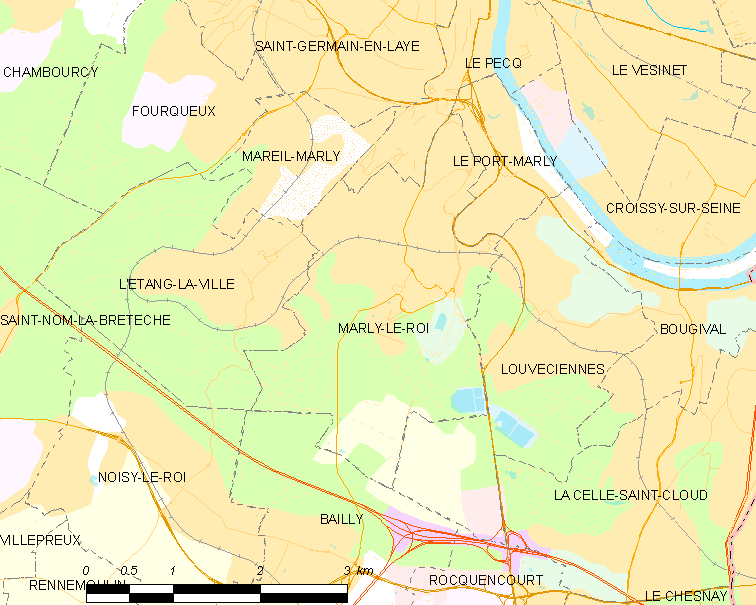
马尔利勒鲁瓦的OSM定位图

马尔利勒鲁瓦的时区为UTC+01:00、UTC+02:00（夏令时）。

## 行政
马尔利勒鲁瓦的邮政编码为78160，INSEE市镇编码为78372。

## 政治
马尔利勒鲁瓦所属的省级选区为沙图县。

## 人口

1962-2008年间马尔利勒鲁瓦人口变化图示

马尔利勒鲁瓦于2022年1月1日时的人口数量为16619人。